# Polgári halál
A polgári halál (franciául mort civile) a polgári jogképesség elvesztése.

## Története
A római jogban a capitis deminutio maxima, vagyis a szabadságnak, a polgárjognak és a családi állásnak az elvesztése, míg a capitis diminutio media, a szabadság megtartása mellett a polgárjognak és a családi állásnak az elvesztése volt. Az első eset, a szabadságnak elvesztése, minden jognak, a másik, a polgárjognak elvesztése, a jus civilében gyökeredző jogoknak elvesztését jelenti. A Code Napóleon szerint polgári halált vonnak maguk után azok a büntetések, amelyek folytán az elitélt a törvényben meghatározott polgári jogait elveszti; ilyen a halálbüntetés, amennyiben a törvény ehhez a polgári halál következményét köti. A polgári halál folytán az elitélt elveszíti vagyonát, amely örököseire száll úgy, mintha végrendelet nélkül valóban meghalt volna; örökséget nem szerezhet, vagyonáról sem élők közt, sem halál esetére nem rendelkezhet, sem vagyont nem szerezhet, kivéve tartás címén; nem lehet gyám, sem tanú; csak gondnoka által állhat perben, úgy felperesi, mint alperesi minőségben; jogi hatályú házasságot nem köthet; elébb kötött házasság polgárjogi hatályaira vonatkozólag megszűnik; házastársát és örököseit mindazok a jogok megilletik, amelyek őket halála esetében illetnék; a polgári halott által és ténylegesen szerzett és halála percében birtokában levő vagyon mint uratlan vagyon a kincstárra száll, megengedvén a törvény, hogy az államhatalom az özvegy, a gyermekek vagy rokonok javára méltányos intézkedést tehessen. Újabb törvények a Code szigorát enyhítették.

## Magyarországon
Hazai jogunk a polgári halált nem ismeri, de igenis bizonyos jogoknak büntetésül elvonását vagy megszorítását, jelesül a hivatalvesztést s a politikai jogok gyakorlatának felfüggesztését.